# Amphicticeps
Amphicticeps è un mammifero carnivoro estinto, appartenente ai caniformi. Visse nell'Oligocene inferiore (circa 33 – 30 milioni di anni fa) e i suoi resti fossili sono stati ritrovati in Mongolia.

## Descrizione
Di taglia e dimensioni simili a quelli di un odierno tasso (Meles meles), questo animale possedeva un muso corto e largo, e il cranio era insolitamente robusto, soprattutto se rapportato a quello di altri carnivori di piccole dimensioni. Oltre che per l'insolita struttura del cranio, Amphicticeps si distingueva da altri animali simili più o meno coevi, come Mustelavus, Amphicynodon, Amphictis e Cephalogale per alcune caratteristiche dentarie come un parastilo ingrandito sul primo molare superiore, un piccolo angolo tra I margini labiali del quarto premolare e del primo molare superiore, secondi molari superiore e inferiore ridotti, e la perdita o l'estrema riduzione del terzo molare inferiore. Il canale infraorbitale, inoltre, era molto ridotto. Amphicticeps si distingueva dai mustelidi arcaici come Plesiogale per una tacca carnassiale sul quarto premolare superiore e una fossa suprameteale poco profonda. Differiva dagli oligobunini nordamericani per alcune notevoli differenze dei primi e secondi molari superiori e inferiori.

## Classificazione
Amphicticeps venne descritto per la prima volta nel 1924, sulla base di resti fossili ritrovati in Mongolia in terreni dell'Oligocene inferiore. La specie tipo è Amphicticeps shackelfordi, ma in seguito sono state descritte altre due specie sempre dell'Oligocene della Mongolia, A. dorog e A. makhchinus, che costituiscono una probabile serie evolutiva da forme di taglia minore a forme di taglia maggiore, con una dentatura via via più specializzata e una morfologia cranica via via più robusta. 
Amphicticeps è un genere enigmatico, e fin dalla sua prima descrizione I suoi vincoli filogenetici sono stati incerti. Accostato inizialmente sia ad Amphicynodon che a Stenoplesictis, in seguito è stato trattato come un arctoide basale, ma con alcune caratteristiche dei mustelidi; è stato anche ritenuto ancestrale al bizzarro arctoide acquatico Kolponomos. In ogni caso, sembra che Amphicticeps sia parte di una radiazione evolutiva endemica della Mongolia di carnivori di media taglia, le cui origini non sono ancora note.

## Paleoecologia
Benché la specie Amphicticeps shackelfordi fosse chiaramente carnivora, la specie di dimensioni maggiori A. makhchinus presenta una morfologia dentaria che mostra spiccate tendenze ipocarnivore, ed è probabile che la sua dieta fosse costituita in gran parte da sostanze vegetali.